# Neopanorpa simulans
Neopanorpa simulans är en näbbsländeart som beskrevs av George W. Byers 2008. Neopanorpa simulans ingår i släktet Neopanorpa och familjen skorpionsländor. Inga underarter finns listade i Catalogue of Life.